# Василенко Анатолій Григорович
Анато́лій Григо́рович Василе́нко (21 жовтня 1951, село Гадрут, нині смт, Азербайджан) — український шаховий композитор, міжнародний майстер з шахової композиції, чемпіон світу.

## Біографічні відомості
1954 року сім'я переїхала до Кам'янця-Подільського. Тут 1968 року закінчив середню школу № 8, у 1968–1969 роках працював на приладобудівному заводі.
Закінчив Київський політехнічний інститут (інженер-механік). Працює на авіаційному науково-технічному комплексі (АНТК) «Антонов» (від 1975 року).
Шахові задачі складає з 1966 року, першу двоходівку опублікував у 1974 році. Заступник голови комісії із шахової композиції Федерації шахів України .

## Звання та титули
- Майстер спорту України.
- Майстер ФІДЕ з шахової композиції.
- Міжнародний майстер з шахової композиції (2012).

## Спортивні досягнення
- Чемпіон світу у складі збірної команди України у 5-му чемпіонаті світу. [Архівовано 4 березня 2016 у Wayback Machine.]
- Срібний призер чемпіонату світу (1998–2001) у складі збірної команди України.